# Valtorres
Valtorres – gmina w Hiszpanii, w prowincji Saragossa, w Aragonii, o powierzchni 3,29 km². W 2011 roku gmina liczyła 101 mieszkańców.